# Daniel Sánchez Arévalo
Daniel Sánchez Arévalo (ur. 24 czerwca 1970 w Madrycie) – hiszpański reżyser, scenarzysta i producent filmowy. Autor ponad dwudziestu filmów krótkometrażowych, telewizyjnych i fabularnych.
Zasłynął swoim głośnym debiutem pełnometrażowym GranatowyPrawieCzarny (2006), opowiadającym o pokoleniu dwudziestolatków. Obraz zdobył wiele wyróżnień, w tym trzy Nagrody Goya za najlepszy debiut reżyserski i aktorski (Quim Gutiérrez) oraz za najlepszą męską rolę drugoplanową (Antonio de la Torre).
Później Sánchez Arévalo zrealizował takie filmy, jak m.in. Grubasy (2009), Kuzyni (2011), Wielka hiszpańska rodzina (2013) i zrealizowane dla platformy Netflix 17 (2019), a także miniserial Dziewczyny z tylnych ławek (2022).